# Reaktywne formy siarki
Reaktywne formy siarki, RFS (ang. reactive sulfur species, RSS) – ogół reaktywnych indywiduów chemicznych zawierających atom siarki, aktywnych biologicznie, powstających w organizmie w procesach związanych ze stresem oksydacyjnym.

## Powstawanie i znaczenie
RFS powstają in vivo jako produkty utlenienia związków posiadających ugrupowanie tiolowe, zawartych w komórkach, w szczególności cysteiny i glutationu.
Utlenienie tiolu w procesie jednoelektronowym prowadzi do powstania wysokoreaktywnych rodników typu tiylowego (RS•). Proces ten może zajść poprzez przeniesienie atomu wodoru, utlenienie enzymatyczne lub reakcję z reaktywnymi formami tlenu takimi jak rodniki nadtlenkowe, jony nadtlenoazotynowe, podchlorynowe lub ponadtlenkowe. Rodnikom typu tiylowego przypisuje się pośredni udział w procesach degradacji białek w organizmie.
Produktami odwracalnego utlenienia tioli, w szczególności reszt cysteiny, w procesie dwuelektronowym, pod wpływem nadtlenku wodoru, mogą być kwasy sulfenowe (RSOH), które w wyniku następczych dwuelektronowych odwracalnych procesów utlenienia przekształcają się kolejno w kwasy sulfinowe (RSOOH) i kwasy sulfonowe (RSO2OH).
Jako ważne indywiduum wymienia się również występujący w mózgu endogenny siarkowodór (H2S), powstający z cysteiny za pośrednictwem enzymów: β-syntaza cystationinowa (CBS) oraz γ-liaza cystationinowa (CSE). Pełni on rolę gazotransmitera (analogicznie do tlenku azotu(II)) biorąc udział regulacji napięcia mięśni gładkich, a także wpływa na funkcjonowanie niektórych kanałów jonowych i enzymów.
Znana jest również aktywność antyoksydacyjna izotiocyjanianów naturalnie występujących w roślinach kapustowatych, sulforafanu i erucyny, które w temperaturze powyżej 100 °C hamują stres oksydacyjny. Postuluje się, że w tych warunkach związki te ulegają rozkładowi z wydzieleniem kwasów sulfenowych (RSOH), które są odpowiedzialne za przerwanie łańcucha reakcji autooksydacji. Istnieje również możliwość, że termiczny rozkład grupy metylosulfinylowej w sulforafanie prowadzi do wydzielenia rodników sulfinylowych, zdolnych do rekombinacji z rodnikami alkiloperoksylowymi.
W Polsce badania nad RFS prowadzone są w Pracowni Technologii Organicznych Materiałów Funkcjonalnych na wydziale chemii Uniwersytetu Warszawskiego.